# Vuelo 964 de Aeroflot
El vuelo 964 de Aeroflot fue un vuelo nacional soviético operado por Aeroflot desde el aeropuerto de Kopitnari (Georgia) al aeropuerto de Domodedovo de Moscú (RSFS de Rusia). El 13 de octubre de 1973, el Tupolev Tu-104 que operaba en la ruta se estrelló durante su aproximación a Moscú, matando a los 122 pasajeros y tripulantes a bordo. Sigue siendo el accidente más mortal que involucra a un Tupolev Tu-104.

## Aeronave
La aeronave involucrada en el accidente era un Tupolev Tu-104B, registrado CCCP-42486 a la división de Georgia de Aeroflot. Originalmente, la cabina del avión tenía 100 asientos, pero luego se reconfiguró para 115 asientos. En el momento del accidente, la aeronave tenía 16.250 horas de vuelo y sostenía 9.776 ciclos de presurización.

## Tripulación
Ocho miembros de la tripulación estaban a bordo del vuelo. La tripulación de la cabina estaba compuesta por:
- Capitán Georgy Iraklievich Kurtsidze
- Copiloto Karmen Semenovich Ratiani
- Navegante Boris Grigorievich Yegoyan
- Ingeniero de vuelo Devi Alexandrovich Zakariadze
- Operador de radio Gurami Georgievich Lominadze

Los auxiliares de vuelo RK Nubarova y DI Rusova trabajaron en la cabina, junto con un oficial del Ministerio del Interior que supervisaba el vuelo.

## Accidente
El vuelo partió del aeropuerto de Kutaisi a las 18:10 con 114 pasajeros a bordo. Ocho pasajeros abordaron el vuelo de manera ilegal. A las 19:52 el Tu-104 fue entregado al control de tráfico aéreo de Moscú. A las 20:12:55 el controlador dio permiso al vuelo 964 para descender a una altitud de 400 metros. 26 segundos después, se informó que la aeronave estaba a 11 kilómetros de Domodedovo a una altitud de 900 metros. A las 20:13:28 la tripulación informó que tenían un rumbo de 317 ° (opuesto a la pista) y a las 20:15:55 los pilotos informaron al controlador que tenían problemas con su brújula, mientras se encontraban a una altitud de 900 metros. A las 20:16:25 con el tren de aterrizaje liberado, a una velocidad de 380-400 km/h a 19 kilómetros de la pista, la aeronave comenzó a realizar un tercer giro a la derecha para la aproximación. No se escucharon más transmisiones de radio del vuelo.
La visibilidad esa noche fue de 2.400 metros. Durante la aproximación con un rumbo de 143 °, la tripulación perdió la orientación espacial, dio un giro a la izquierda y se estrelló en un campo a 16 km al noroeste del aeropuerto de Domodedovo (19,6 kilómetros del punto de referencia del aeropuerto), golpeando varias líneas eléctricas. El campo de escombros era de aproximadamente 248 por 180 metros; Los 114 pasajeros y 8 tripulantes murieron.

## Investigación
La investigación concluyó que luego del primer viraje a la derecha ejecutado por la aeronave (en el que la inclinación superó los 40°), fallaron múltiples instrumentos de navegación, incluida la brújula y el horizonte artificial. Combinado con la escasa visibilidad en el aeropuerto, la tripulación perdió la orientación espacial y no pudo ver ningún punto de referencia para determinar su posición. Cuando el avión se inclinó ligeramente hacia la derecha, los pilotos corrigieron la orilla derecha solo para poner el avión en una orilla izquierda cerrada que alcanzó los 70 °, lo que provocó el accidente.